# James Whelan (wielrenner)
James Whelan (Melbourne, 11 juli 1996) is een Australisch voormalig wielrenner.

## Carrière
In januari 2018 werd Whelan zesde in het nationale kampioenschap tijdrijden voor beloften. Twee dagen later was enkel Cyrus Monk beter in de wegwedstrijd. In februari werd hij vijftiende in het eindklassement van de Herald Sun Tour. Later die maand maakte hij de overstap naar Drapac EF p/b Cannondale Holistic Development Team. Eind maart werd Whelan tweede in het Oceanische kampioenschap op de weg, twee seconden achter winnaar Chris Harper. In de Ronde van Vlaanderen voor beloften trok hij op de Wolvenberg ten aanval, waarna hij een solo van twintig kilometer met succes afrondde en als eerste over de finish kwam. De Duitser Max Kanter sprintte even later naar de tweede plaats, voor Whelans landgenoot Robert Stannard.

## Overwinningen
2018
Ronde van Vlaanderen, Beloften
2023
9e etappe Ronde van Portugal

## Resultaten in voornaamste wedstrijden
| Jaar | Ronde van Italië | Ronde van Frankrijk | Ronde van Spanje |
| ---- | ---------------- | ------------------- | ---------------- |
| 2019 |                  |                     |                  |
| 2020 | 105e             |                     |                  |
| 2021 |                  |                     |                  |
| 2022 |                  |                     |                  |
| 2023 |                  |                     |                  |
| 2024 |                  |                     |                  |

| Jaar | Ronde van Lombardije | Brabantse Pijl | Waalse Pijl |
| ---- | -------------------- | -------------- | ----------- |
| 2019 |                      | 98e            | opgave      |
| 2020 |                      |                |             |
| 2021 | opgave               |                |             |
| 2022 |                      |                |             |
| 2023 |                      |                |             |
| 2024 |                      | opgave         | opgave      |

## Ploegen
- 2018 –  Drapac EF p/b Cannondale Holistic Development Team
- 2019 –  EF Education First Pro Cycling
- 2020 –  EF Education First Pro Cycling
- 2021 –  EF Education-Nippo
- 2022 –  Team BridgeLane
- 2023 –  Glassdrive Q8 Anicolor
- 2024 –  Q36.5 Pro Cycling Team

Bondarenko-Edwards · Burt · Featonby · Kaesler · Kent-Spark · Magennis · Monk · Pane · Smyth · Whelan · White · Yates
Bennett · van den Berg · Bettiol · Breschel · Brown · Caicedo · Carthy · Clarke · Craddock · Docker · Dombrowski · Higuita · Hofland · Howes · Kangert · Langeveld · Martínez · McLay · Modolo · Morton · Owen · Phinney · Scully · Urán · van Garderen · Vanmarcke · Villalobos · Whelan · Woods
Bennett · Bettiol · Caicedo · Carthy · Clarke · Cort · Craddock · Docker · Guerreiro · Halvorsen · Higuita · Hofland · Howes · Kangert · Keukeleire · Langeveld · Martínez · Morton · Owen · Powless · Rutsch · Scully · Urán · Van den Berg · Van Garderen · Vanmarcke · Villalobos (tot 1 augustus) · Whelan · Woods · Bissegger (stagiair)
Arroyave Cañas · Barta · Beppu · Van den Berg · Bettiol · Bissegger · Caicedo · Camargo · Carr · Carthy · Cort · Craddock · Docker · El Fares · Van Garderen tot en met 21 juni · Guerreiro · Higuita · Hofland · Howes · Keukeleire · Langeveld · Morton · Nakane · Owen · Powless · Rutsch · Scully · Urán · Valgren · Whelan
Abreha · Azparren · Badilatti · Brambilla · Calzoni · Camprubi · Christen · Colombo (vanaf 1/8) · Conca · de la Cruz · Devriendt · Donovan · Fancellu · Frison · Hagen · Howson · Ludvigsson · Małecki · Monk · Moschetti · Nizzolo · Parisini · Rosskopf · Sajnok · Steimle · Townsend · Whelan · Zukowsky · Krijnsen (stagiair) · Sommer (stagiair)